# Georg Kolbe Museum
Das Georg Kolbe Museum in Berlin ist ein Museum mit den Schwerpunkten Klassische Moderne und Zeitgenössische Kunst und ein Forschungszentrum zur Skulptur der Moderne. Es hat seinen Sitz im ehemaligen Atelierhaus des Bildhauers Georg Kolbe (1877–1947) in der Sensburger Allee 25/26 im Ortsteil Westend und wurde 1950 eröffnet. Es ist ein wichtiges Beispiel der bauhausgeprägten Architektur des Neuen Bauens der 1920er Jahre in Berlin.

## Geschichte
Im Besitz des Museums befindet sich der Nachlass von Georg Kolbe und darüber hinaus eine Sammlung von Skulpturen und anderen Kunstwerken vorwiegend aus der ersten Hälfte des 20. Jahrhunderts (z. B. Richard Scheibe, Rudolf Belling, Renée Sintenis, Hermann Blumenthal, August Gaul, Karl Schmidt-Rottluff, Ernst Ludwig Kirchner und Gerhard Marcks) sowie Bildhauerzeichnungen, ein Archiv mit Künstlerkorrespondenzen und eine Bibliothek. Getragen wird das Museum von der Georg Kolbe-Stiftung, die 1949 gegründet wurde, um den Nachlass des Künstlers zu bewahren und öffentlich zugänglich zu machen. Seit 1978 erhält das Museum eine Zuwendung des Landes Berlin unter der Bedingung, dass auch Werke anderer Künstler gezeigt werden. Im selben Jahr übernahm die Kunsthistorikerin Ursel Berger die Leitung (bis 2013). 2008 kam Marc Wellmann als Ausstellungsleiter hinzu (bis 2013). Ab März 2013 übernahm die Kunsthistorikerin Julia Wallner vom Kunstmuseum Wolfsburg die Leitung des Museums. 2020 erhielt das Museum durch den Tod der Enkelin des Künstlers einen umfassenden Nachlass des Künstlers, der neben künstlerischen Werken vor allem Schriftstücke und Korrespondenzen aus den 1920er und 1930er Jahren enthält, darunter Briefe von Alfred Flechtheim, Else Lasker-Schüler und Max Pechstein. Im Dezember 2022 übernahm die Kulturwissenschaftlerin und Kunsthistorikerin Kathleen Reinhardt die Direktion des Georg Kolbe Museum in Berlin.

## Architektur
Das Atelierhaus-Ensemble, das sich der Bildhauer Georg Kolbe 1928–1929 von den Architekten Ernst Rentsch und Paul Linder erbauen ließ, stellt ein bedeutendes Beispiel der Berliner Architektur der 1920er Jahre dar. Die beiden kubischen Gebäude mit ihren Ziegelfassaden und markanten Fensterbändern umschließen einen idyllischen Bildhauergarten. Der Bildhauer Georg Kolbe arbeitete mit vielen Architekten zusammen, unter anderem mit Ludwig Mies van der Rohe, Walter Gropius, Bruno Taut, Hans Poelzig und Henry van de Velde. So stellte Ludwig Mies van der Rohe die Kolbe-Skulptur Der Morgen in den Barcelona-Pavillon, den Ausstellungspavillon des Deutschen Reiches auf der Weltausstellung 1929 in Barcelona.
Es ist das einzige Künstlerhaus der 1920er Jahre in Berlin, das als Museum für die Öffentlichkeit zugänglich ist. Georg Kolbe lebte und arbeitete hier bis zu seinem Tod 1947. Die bei alliierten Luftangriffen im Zweiten Weltkrieg durch eine Luftmine verursachten Schäden betrafen vor allem den früheren Werkstattbereich von Bauhaus-Architekt Paul Linder, der 1995 zugunsten eines Erweiterungsbaus abgerissen wurde.
Im Jahr 1996 wurde der von der Architektengruppe AGP konzipierte Anbau fertiggestellt. Auf insgesamt drei Etagen kamen zwei zusätzliche Ausstellungsräume sowie die Depots des Museums hinzu. Zwischen Herbst 2015 und Sommer 2016 wurde das historische Bildhaueratelier unter der Leitung von Brenne Architekten mit Mitteln der Deutschen Klassenlotterie Berlin saniert. Das Architekturbüro ist auf denkmalpflegerische Projekte spezialisiert (u. a. Meisterhäuser am Bauhaus Dessau, Akademie der Künste, Berlin), entsprechend lag der Schwerpunkt ihrer Arbeiten auf der Rekonstruktion der vielen im Original erhaltenen Bauteile, der ursprünglichen Farbgebung und der Wiederbelebung des Gartens. In den Jahren 2020/2021 konnte auch das Nachbargebäude in seiner historischen Substanz wiederhergestellt werden. Heute beherbergt es das Museumscafé Benjamine (benannt nach Georg Kolbes früh verstorbener Ehefrau) und die Bibliothek des Museums.

## Ausstellungsprogramm
Der inhaltliche Schwerpunkt des Ausstellungsprogramms lag bis in die 1990er Jahre hinein vor allem auf der Bildhauerei der Vor- und Nachkriegsmoderne. Zeitgenössische Kunst hat mittlerweile ein größeres Gewicht erhalten. Als Stiftung zur Erschließung, Bewahrung und Vermittlung von Kolbes künstlerischem Nachlass gegründet, versteht sich das Haus heute als Ort der Begegnung, des Austauschs und der Forschung. Das Museum fördert mit Ausstellungen und Vermittlungsangeboten zur Klassischen Moderne und der zeitgenössischen Kunst einen Dialog, der historische Fragen mit dem Heute verbindet. Das Museum beherbergt eine bedeutende Sammlung moderner Kunst aus dem Umfeld von Georg Kolbe. Insbesondere die Forschung zu den Bildhauerinnen der Moderne hat einen wichtigen Stellenwert in der Museumsarbeit. Andere Kernthemen des Museums sind der Tanz und die Fotografie sowie die Architektur des Neuen Bauens.
Das Georg Kolbe Museum zeigte unter anderem Einzelausstellungen zu Aristide Maillol (1996), Henry Moore (1998), August Gaul (1999), Wilhelm Lehmbruck (2000), Bernhard Heiliger (2000–2001), Wieland Förster (2005), Hermann Blumenthal (2006), Max Klinger (2007), Antony Gormley (2007), Johannes Grützke (2007–2008), Anton Henning (2009), Werner Stötzer (2011), Renée Sintenis (2014), Hans Arp (2015), Auguste Rodin (2016), Emy Roeder (2019), herman de vries (2020), Thomas Schütte (2021), Mona Hatoum (2022) und Leiko Ikemura (2023).
Ausstellungen (Auswahl)
- 2001: Taking Positions: Untergang einer Tradition – Figürliche Bildhauerei und das Dritte Reich
- 2002: Wächserne Identitäten – Wachsplastik am Ende des 20. Jahrhunderts
- 2002: Die Gemeinschaft der Heiligen – Barlach und Marcks
- 2004/2005: Das letzte Bildnis – Totenmasken aus drei Jahrhunderten
- 2007: Die Macht des Dinglichen – Skulptur heute!
- 2008: Glamour! Das Girl wird feine Dame – Frauendarstellungen in der späten Weimarer Republik
- 2009: Romantische Maschinen. Kinetische Kunst der Gegenwart
- 2010: 1910 | FIGUR | 2010
- 2011: William Wauer und der Berliner Kubismus
- 2011: ABSTRAKT //// SKULPTUR
- 2012: TanzPlastik – Die tänzerische Bewegung in der Skulptur der Moderne
- 2012: BIOS – Konzepte des Lebens in der zeitgenössischen Skulptur
- 2013/2014: Renée Sintenis – Berliner Bildhauerin (2013/2014)
- 2014: Vanitas – Ewig ist eh nichts. Mit Tomas Saraceno, Paweł Althamer, Thomas Schütte, Daniel Spoerri, Dieter Roth, Alicja Kwade, Mona Hatoum (2014)[6]
- 2015: Hans Arp – Der Nabel der Avantgarde
- 2016: Auguste Rodin und Madame Hanako. Der französische Bildhauer und die Emanzipationsgeschichte der japanischen Tänzerin
- 2017: Georg Kolbe – Im Netzwerk der Berliner Moderne
- Alfred Flechtheim. Kunsthändler der Moderne
- 2018: Die erste Generation. Bildhauerinnen der Berliner Moderne (2018)[7][8]
- 2019: Zarte Männer in der Skulptur der Moderne
- 2019: Bunte Steine. William Tucker, Kai Schiemenz, Stefan Guggisberg
- 2019: Lynn Chadwick – Biester der Zeit (2019), in Kooperation mit Haus am Waldsee und Lehmbruck-Museum, Duisburg
- 2019: Asana Fujikawa / David Hockney. Figuren der fließenden Welt (2019)[9]
- 2020: Moderne und Refugium – Georg Kolbes Sensburg als Architekturdenkmal der 1920er Jahre (2020)[10]
- 2021: Der absolute Tanz. Tänzerinnen der Weimarer Republik[11][12]
- 2021/22 Thomas Schütte[13]
- 2023: Tilla Durieux[14]

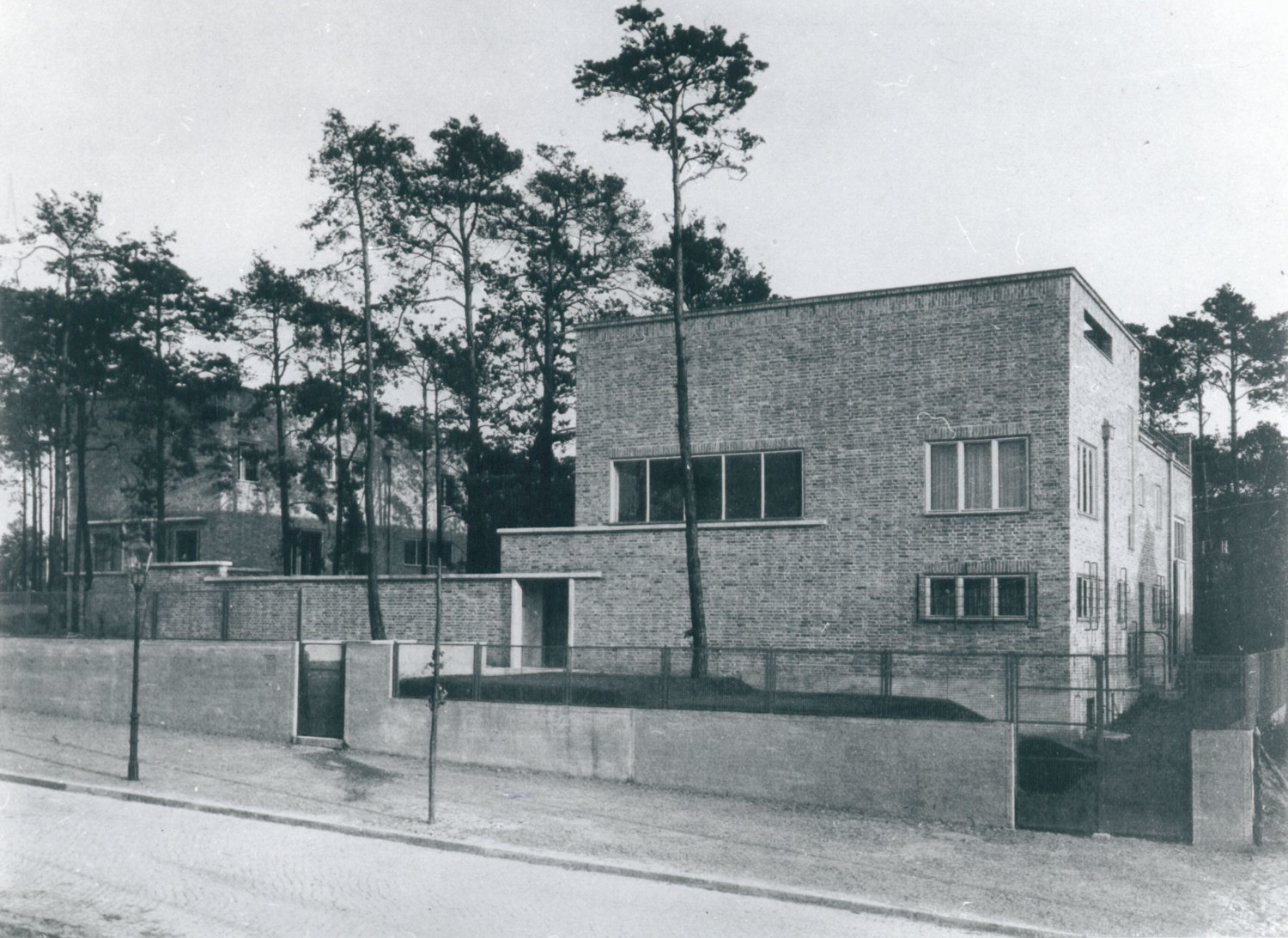
Ansicht des Wohn- und Atelierhauses von Georg Kolbe, 1928
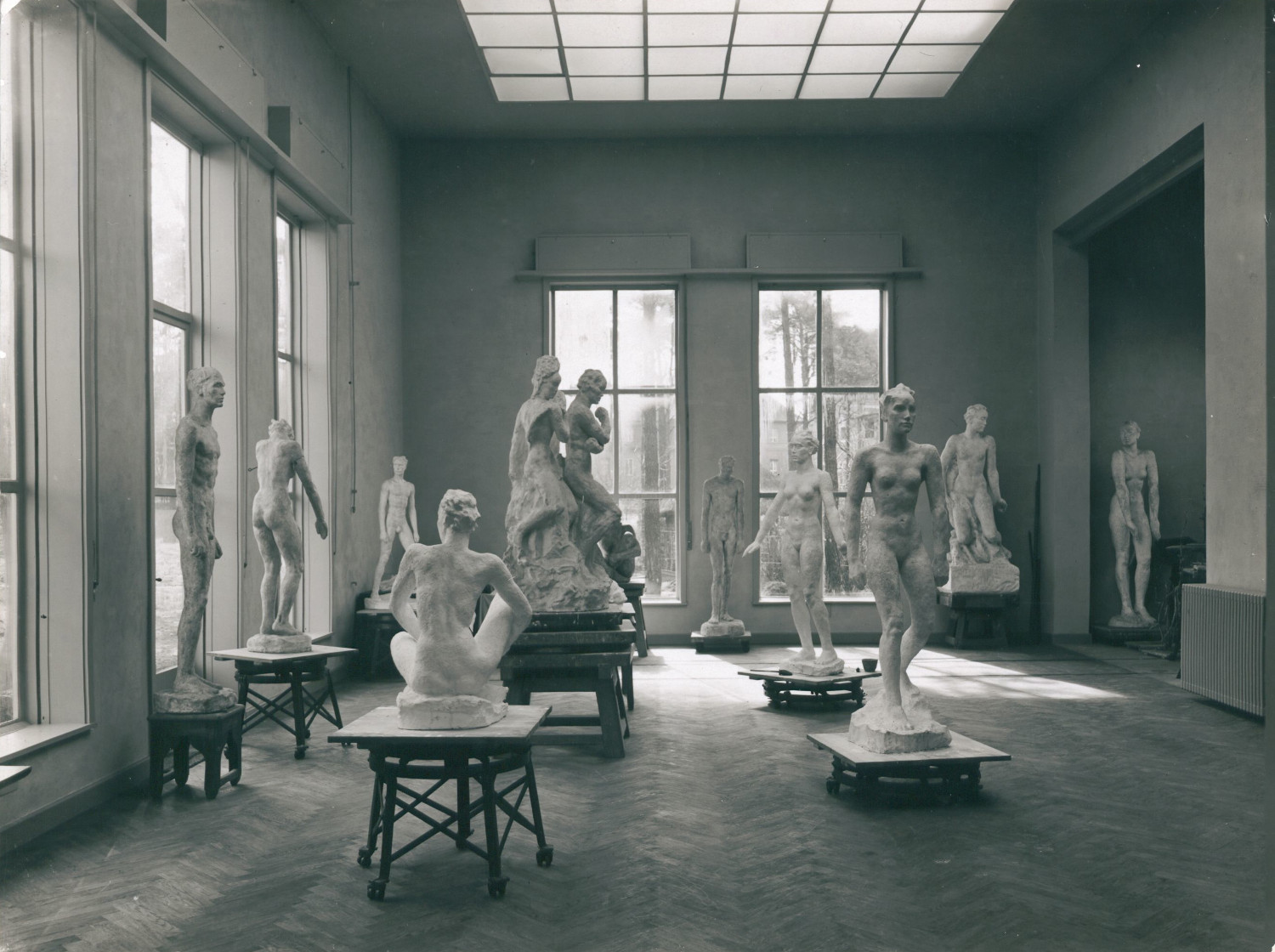
Ansicht des Ateliers, um 1930
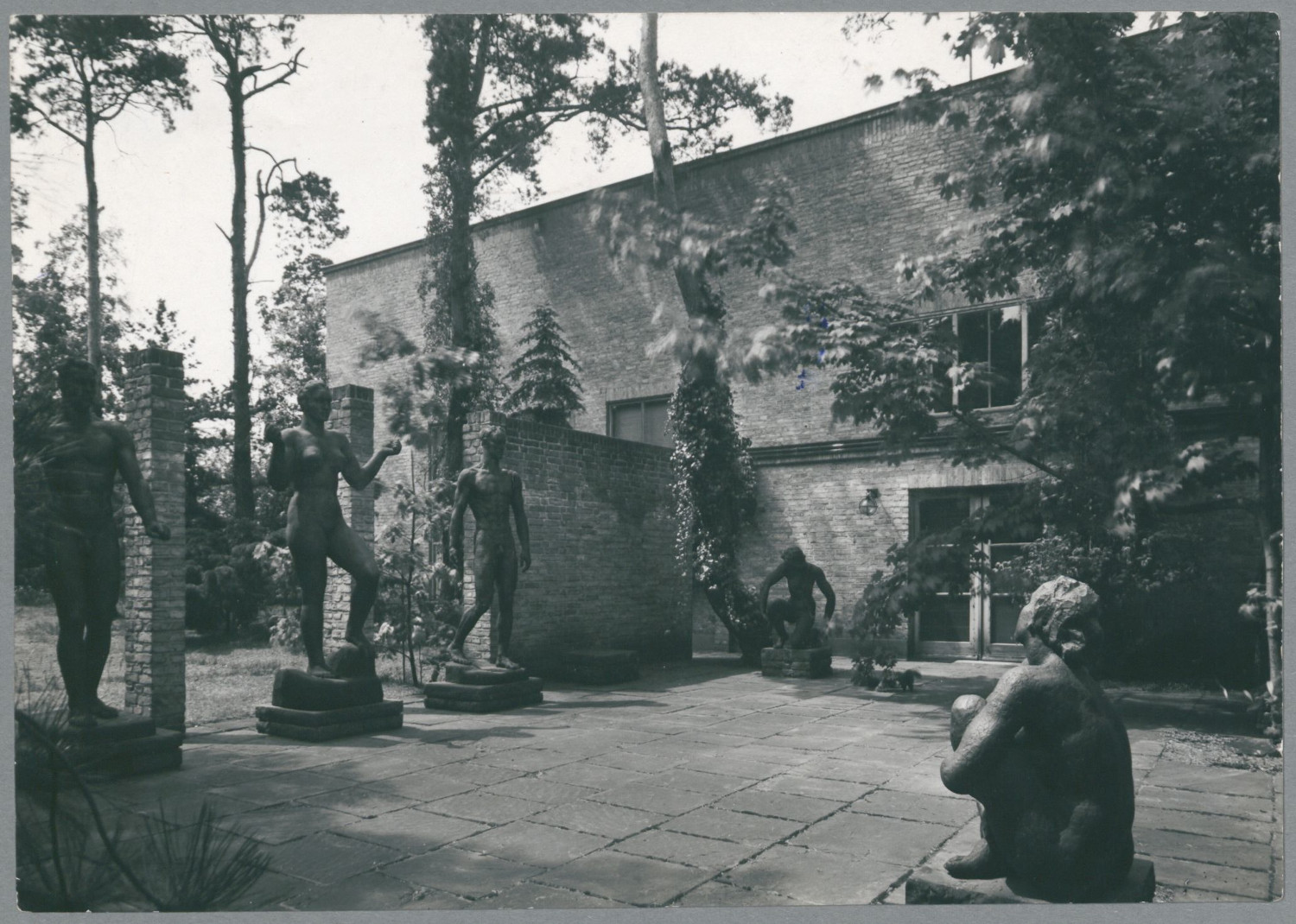
Ansicht des Gartens, 1936
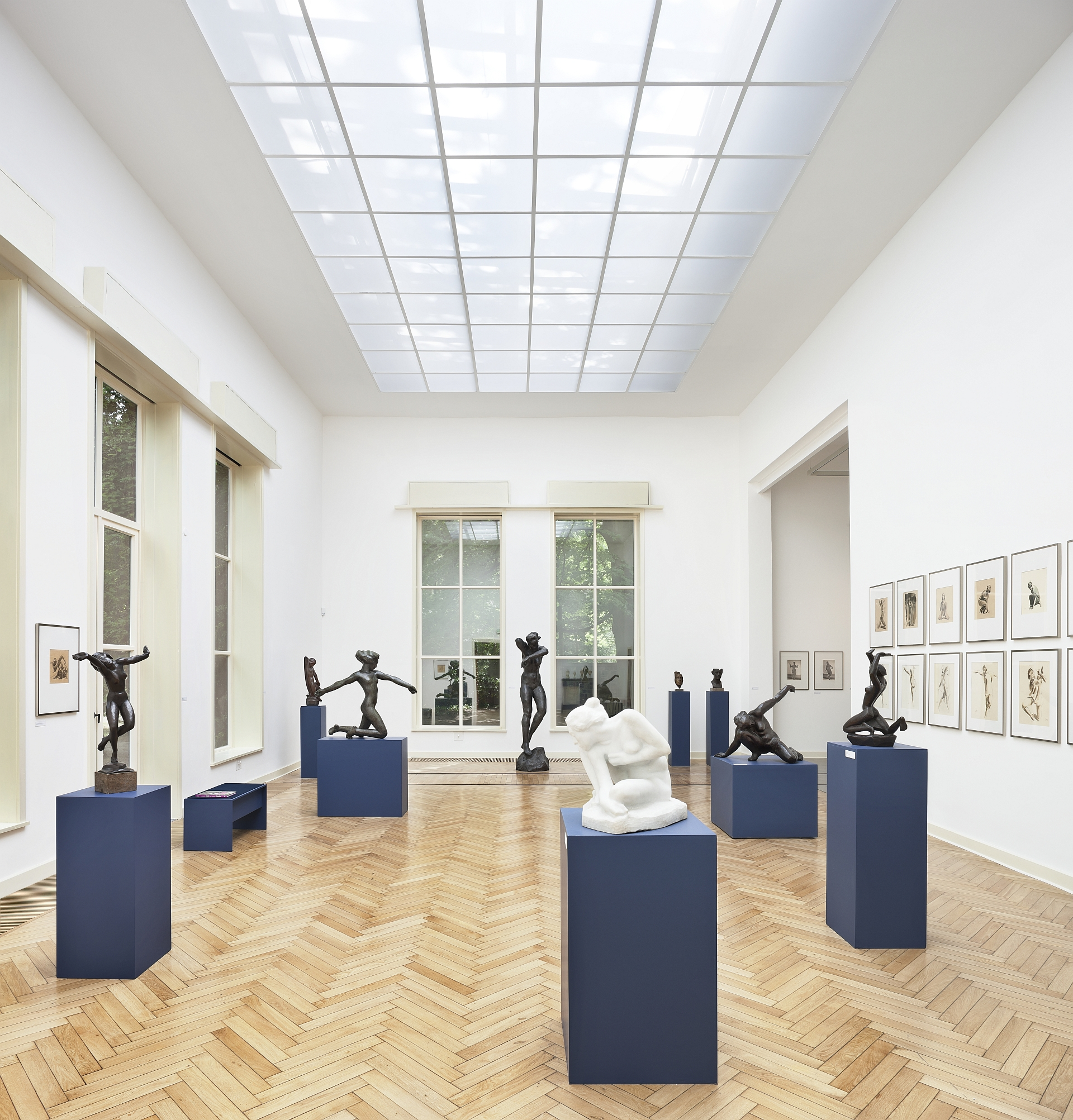
Ausstellungsansicht im ehemaligen Bildhaueratelier
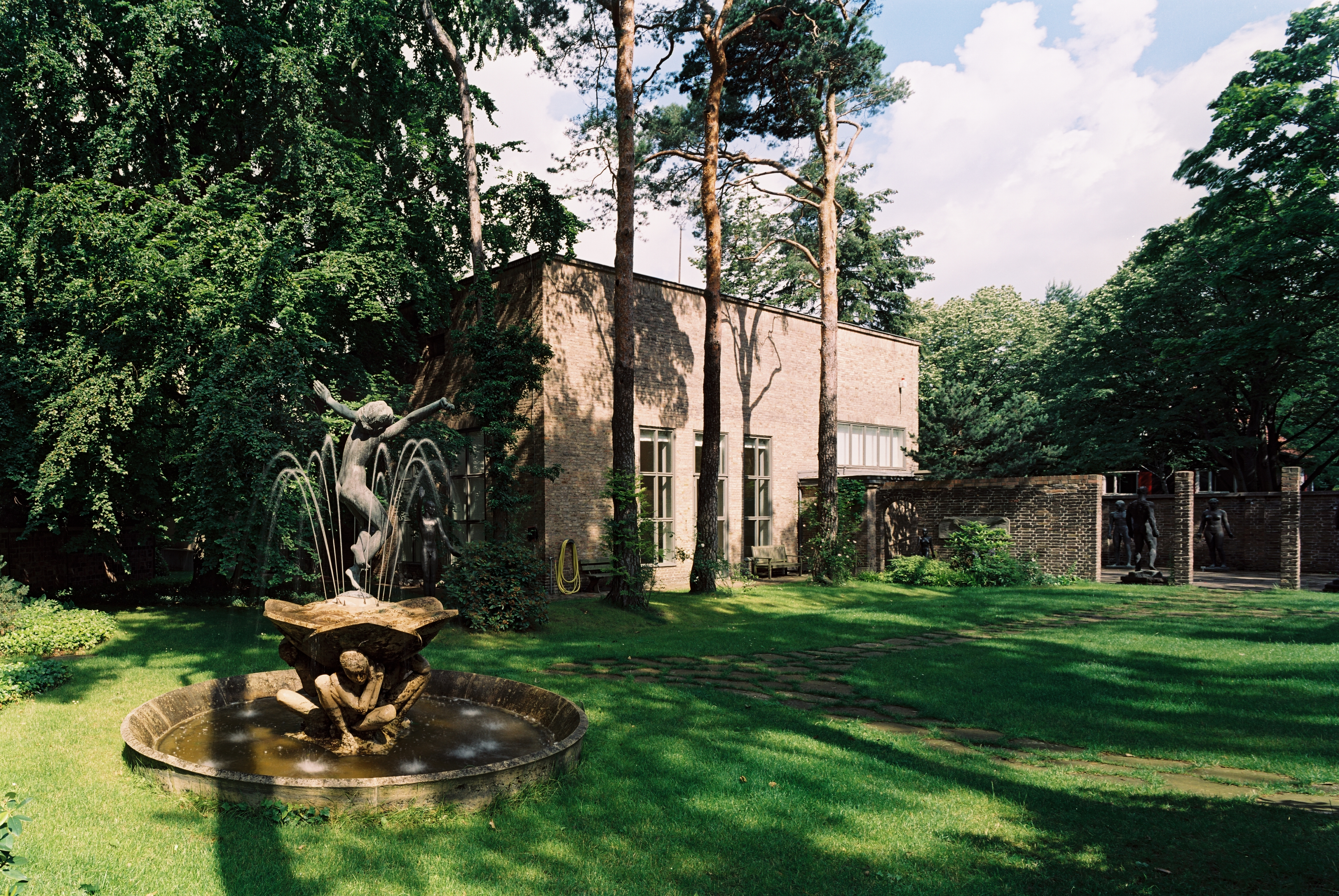
Der Garten des Georg Kolbe Museums
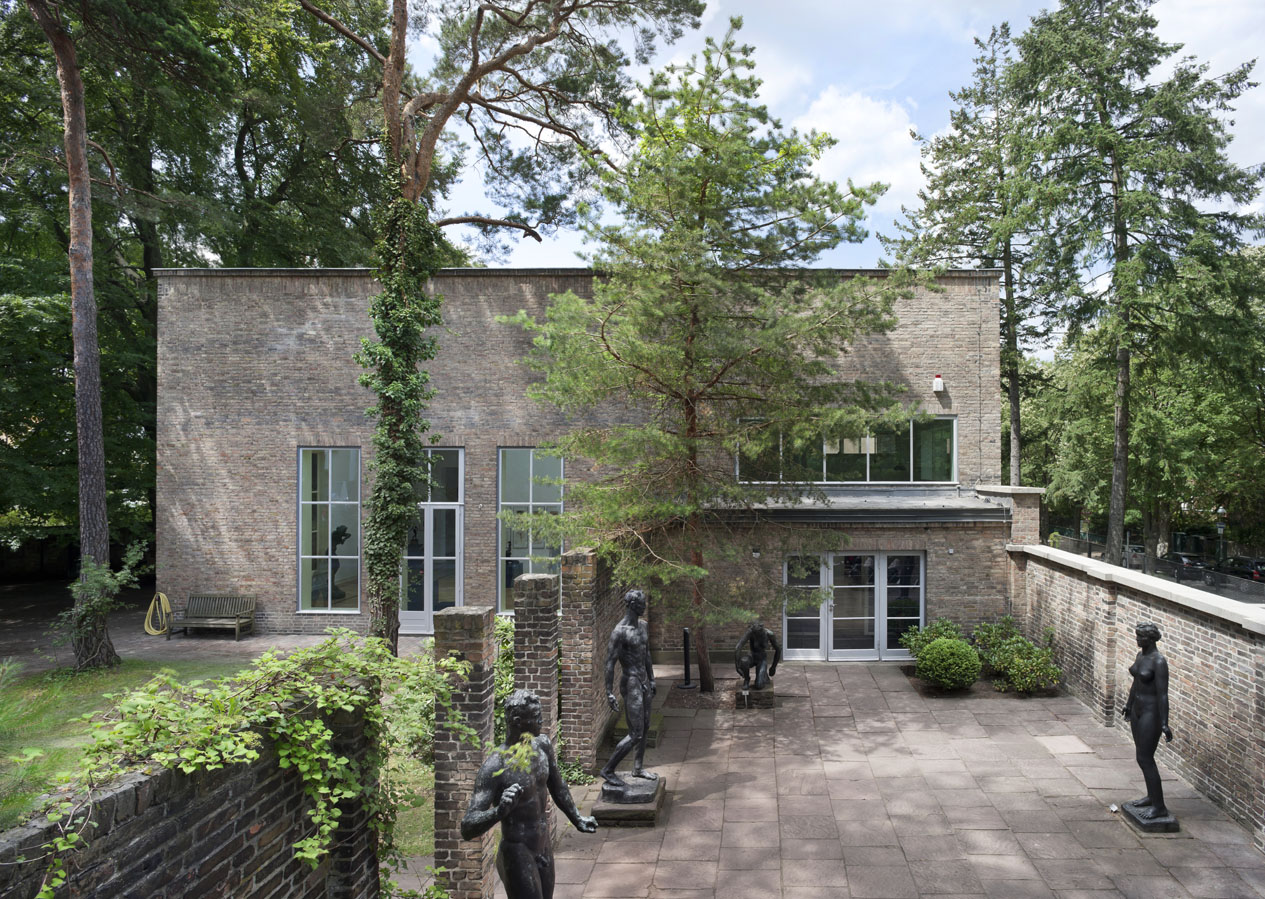
Der Skulpturenhof des Georg Kolbe Museums